# 毛里裘斯銀行
毛里裘斯銀行（法語：Banque de Maurice），於1967年9月成立，是毛里裘斯的中央銀行。它的制度仿效自英倫銀行，成立之初亦獲得英倫銀行高級官員的鼎力協助。毛里裘斯銀行的其中一個職能是在該國發鈔。

## 歷史
在19世紀，曾經分別有3間銀行（全部皆已結業）以毛里裘斯銀行的名稱營運。第一間成立於1813年，於1825年倒閉。第二間是英資的海外銀行，有兩名董事，一位在倫敦居住，另一位在毛里裘斯的路易港。该銀行於1832年開始營運，為種植園的園主提供服務，至1838年毛里裘斯商業銀行成立為止是當地唯一的銀行。1847年倫敦金融危機導致食糖市場崩潰，兩間銀行皆損失慘重。1848年毛里裘斯銀行倒閉，毛里裘斯商業銀行則營運至今。1894年第三間毛里裘斯銀行成立，收購了東藩滙理銀行在當地的業務。它在1911年被有利銀行收購，而有利銀行亦在1959年被匯豐銀行收購，因此匯豐銀行在當地標榜自己是歷史最悠久的外資銀行。

## 貨幣委員會
毛里裘斯銀行作為中央銀行成立之前，發鈔一職由貨幣委員會負責。毛里裘斯銀行的成立為毛里裘斯的貨幣史翻開了新的一頁，由從前的英鎊兌換標準，即毛里裘斯盧比以特定的匯率兌換成英鎊，過度至貨幣當局有權干預的匯率制度。

## 歷任的行長
- Aunauth Beejadhur (1967年7月—1972年12月)[2]
- Goorpersad Bunwaree (1973年1月—1982年5月)[2]
- Indurduth Ramphul (1982年6月—1996年3月)[2]
- Mitrajeet Dhaneswar Maraye (1996年4月—1998年11月)[2]
- Rameswurlall Basant Roi (1998年11月—2006年12月)[2]
- Yandraduth Googoolye (2007年1月—2007年2月)[2]
- Rundheersing Bheenick (2007年2月—2010年2月)[2]
- Yandraduth Googoolye (2010年2月—2010年5月)[2]
- Rundheersing Bheenick (2010年5月—2014年12月)[2]
- Rameswurlall Basant Roi (2014年12月—2018年1月)[2]
- Yandraduth Googoolye (2018年1月—2020年2月)[2]
- Harvesh Kumar Seegolam (2020年3月—現在)[2]

## 紀念幣網上銷售
2008年3月12日，毛里裘斯銀行在網上向全球公開發售紀念幣和渡渡鳥金幣。

## 外部連結
- Official website （页面存档备份，存于）
- Details view on the banks of Mauritius, offers & special services （页面存档备份，存于）